# سرنوشت (فیلم ۱۹۵۱)
سرنوشت (ایتالیایی: Destino) یک فیلم ملودرام ایتالیایی است که در سال ۱۹۵۱ منتشر شد.

## بازیگران
- اِوا نووا
- لیلیا لاندی
- میکله مالاسپینا
- تینا پیکا
- آمدئو تریلی
- جولیا لاتسارینی
- دومنیکو مودونیو
- ماریو ویتاله
- لوریس جیتسی
- آگوستینو سالویه‌تی
- رناتو والنته